# Эбенвайлер
Эбенвайлер (нем. Ebenweiler) — община в Германии, в земле Баден-Вюртемберг. 
Подчиняется административному округу Тюбинген. Входит в состав района Равенсбург. Подчиняется управлению Альтсхаузен.  Население составляет 1176 человек (на 31 декабря 2010 года). Занимает площадь 10,13 км².